# Атака на российский А-50 на авиабазе «Мачулищи»
26 февраля 2023 года на военном аэродроме «Мачулищи» в 12 километрах от Минска в результате взрывов был повреждён российский военный самолёт дальнего радиолокационного обнаружения А-50. Ответственность за атаку беспилотниками взял на себя BYPOL. Александр Лукашенко признал факт нападения только неделю спустя, заявив, что повреждения самолёта были незначительными; позже он признал, что А-50 всё-таки пришлось отправить в Россию для ремонта.

## Российский А-50 в Белоруссии

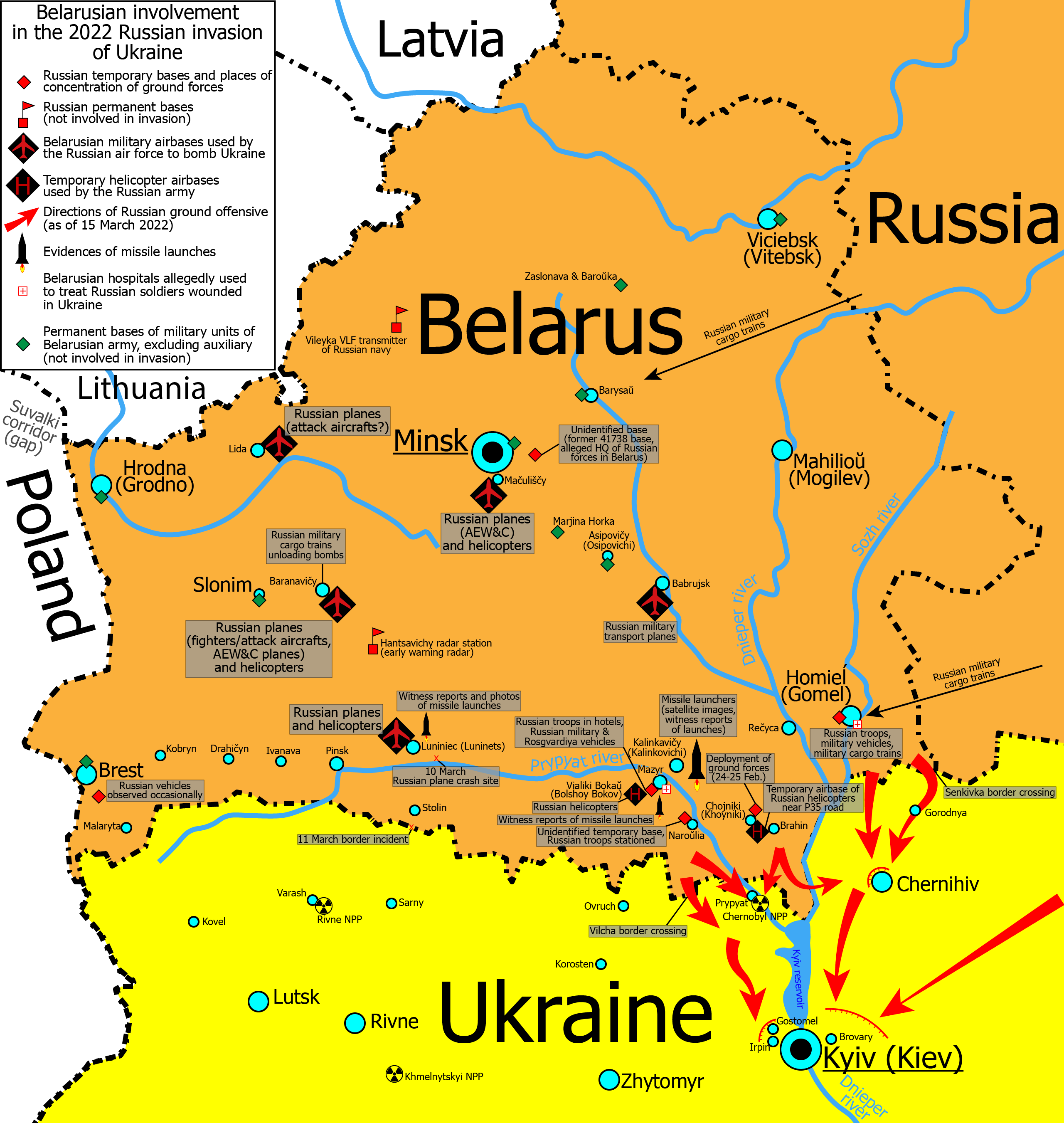
Белоруссия и вторжение России на Украину

Александр Лукашенко, являясь союзником президента России Владимира Путина, позволил России использовать территорию Белоруссии в качестве стартовой площадки для вторжения в Украину в феврале 2022 года. После начала вторжения участники сопротивления из Белоруссии, называвшие себя партизанами, начали проводить диверсии на железных дорогах, используемых российскими войсками. К моменту инцидента в Мачулищах белорусские партизаны заявили о причастности к 17 крупным диверсиям на железных дорогах.
По данным издания «Военный баланс» на 2022 год на вооружении Военно-воздушных сил РФ находилось 3 А-50 и 6 А-50У. Стоимость такого самолёта оценивается в 330 млн долларов. По данным мониторинговой группы «Беларускі Гаюн» самолёт А-50У с регистрационным номером RF-50608 прилетел в Белоруссию 3 января 2023 года и к моменту инцидента сделал 12 вылетов. По версии белорусских властей, этот самолёт ДЛРОиУ использовался ими для наблюдения за своей границей. По словам белорусских «партизан», размещавшийся в их стране А-50 помогал России обнаруживать украинские системы ПВО. В связи с этим украинское издание «Украинская правда» отмечало, что с аэродрома «Мачулищи» обычно взлетали самолёты-носители гиперзвуковых ракет «Кинжал», из-за чего на Украине объявлялась воздушная тревога.

## Ход нападения
Утром 26 февраля 2023 года на военном аэродроме «Мачулищи», расположенном в 12 км от Минска, произошли взрывы. После этого активисты из BYPOL сообщили, что в результате как минимум двух взрывов были повреждены российский военно-транспортный самолёт и снегоуборочная техника. Сообщалось, что в районе аэродрома местные жители наблюдали большое количество военных и экипажи ГАИ, которые проверяли все проезжающие автомобили. Позже BYPOL сообщил, что на военном аэродроме была совершена диверсия, в результате которой серьёзные повреждения получил российский военный самолёт дальнего радиолокационного обнаружения А-50 — пострадали его передняя и центральная части, а также авионика и радиолокационная антенна.
Данное происшествие сначала отрицалось как белорусской, так и российской стороной. Однако неделю спустя А. Лукашенко признал факт нападения, заявив, что повреждения самолёта были незначительными. Позже он всё-таки признал, что А-50 пришлось отправить в Россию для ремонта.

## Организаторы
Ответственность за атаку беспилотниками взял на себя Ассоциация сил безопасности Беларуси (BYPOL), ядро которой составляют несогласные с политикой властей страны бывшие военные. BYPOL тесно сотрудничает с командой лидера белорусской оппозиции в изгнании Светланы Тихановской. Лидер BYPOL Александр Азаров в интервью «Белсату» заявил, что все люди, совершившие нападение, смогли благополучно покинуть Белоруссию и подтвердил, что оно было совершено дронами.
Александр Лукашенко объявил об аресте исполнителя нападения, двойного гражданина Украины и России, вместе с более чем 20 сообщниками и обвинил их в связи с украинскими спецслужбами. 
BYPOL и украинские власти отвергли обвинения в причастности Киева. Лидер BYPOL Александр Азаров заявил, что человек, названный Лукашенко исполнителем, ему не знаком.
В результате утечки документов Пентагона стало известно, что Служба безопасности Украины (СБУ) выявила факт причастности своих сотрудников к атаке на самолёт, вопреки приказам руководства. В июле 2023 года участие СБУ в операции подтвердил экс-руководитель BYPOL Александр Азаров, в марте 2024 года — глава СБУ Василий Малюк.

## Реакция и последствия
Лидер BYPOL Александр Азаров заявил, что группа готовит другие операции по освобождению Беларуси «от российской оккупации» и освобождению Белоруссии от режима Лукашенко, отметив, что у них теперь «двуглавый враг».
Украинские власти отвергли обвинения в причастности к инциденту.
Александр Лукашенко заявил, что приказал провести общенациональную «зачистку» для задержания диверсантов, «причастных к терактам внутри страны».
Телеканал ОНТ со ссылкой на замглавы СУ КГБ Белоруссии Константина Бычека сообщил, что в деле об инциденте с самолётом на военном аэродроме в Мачулищах — около 30 фигурантов, им может грозить смертная казнь. Известно о задержании IT-специалиста Дмитрия Мостового. Всем задержанным было предъявлено обвинение по статье о теракте.
Правозащитный центр «Весна» сообщил о том, что в России был задержан бывший заместитель министра связи Белоруссии и помощник председателя коллегии Евразийской экономической комиссии (ЕЭК) Дмитрий Шедко, который мог быть связан с людьми, причастными к диверсии в Мачулищах, он был перевезён в Минск и передан КГБ Белоруссии.
Журналистам издания «Зеркало» удалось подтвердить, что самолёт был повреждён и отправлен в ремонт в Таганрог; по их данным, России было нечем заменить[где?] повреждённый борт.
По подсчётам военного эксперта Ильи Крамника, которого цитирует Радио «Свобода», на конец ноября 2022 года российские разведсамолёты А-50 проводили в воздухе в зоне войны на Украине около 40 часов в сутки (на несколько машин) — это означает, что большую часть времени российская армия и так получала недостаточно информации от них, в то время как украинской армии разведывательную информацию поставляли страны НАТО.
В ноябре 2023 года стало известно, что белорусского IT-специалиста Дмитрия Мостового приговорили к 10 годам колонии, инкриминировав ему организацию онлайн-трансляции с аэродрома в Мачулищах незадолго до атаки.
В июне 2024 года в рамках обмена между Россией и Украиной был освобождён украинец Николай Швец, задержанный белорусскими силовиками за атаку в Мачулищах. 4 октября того же года стало известно, что за причастность к атаке 12 человек получили приговоры, в том числе заочно Александру Азарову, Николаю Швецу и ещё пятерым обвиняемым. Их приговорили к срокам от 2 лет 3 месяцев до 25 лет.